# Кормеј ан Вексен
Кормеј ан Вексен (фр. Cormeilles-en-Vexin) је насељено место у Француској у региону Париски регион, у департману Долина Оазе.
По подацима из 2011. године у општини је живело 1133 становника, а густина насељености је износила 118,51 становника/km².

## Демографија
| 1962. | 1968. | 1975. | 1982. | 1990. | 2011. |
| ----- | ----- | ----- | ----- | ----- | ----- |
| 636   | 664   | 729   | 761   | 802   | 1.133 |